# Dingboche

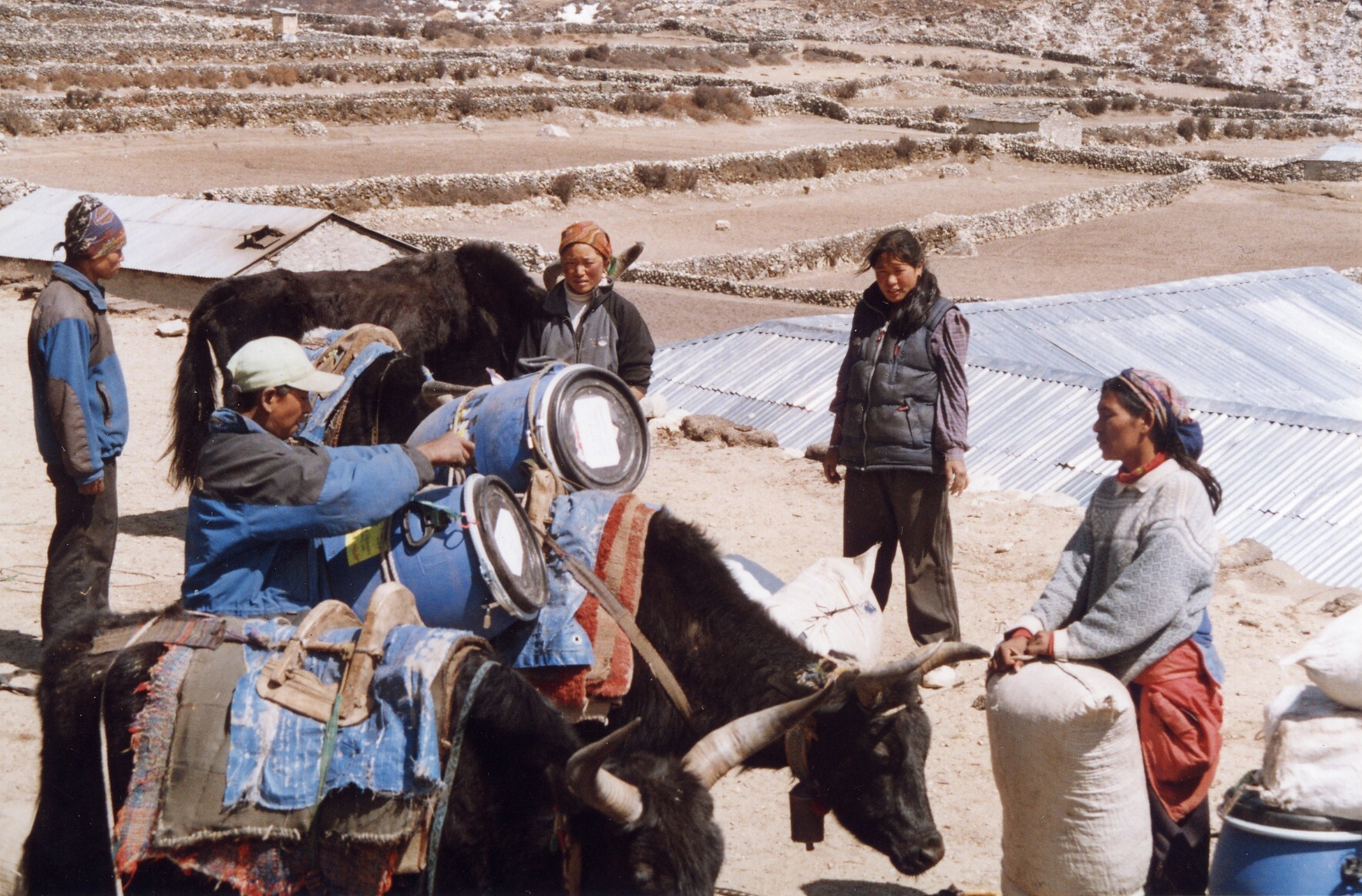
Beladen von Tragetieren im Ort.

Dingboche ist ein Dorf (VDC Khumjung) in der Khumbu-Region Nepals.
Es liegt im Chukhung-Tal des Sagarmatha-Nationalparks auf einer Höhe von 4340 Metern direkt am Imja Khola, einem Zufluss zum Dudh Kosi. In Dingboche wird vor allem Kartoffelanbau betrieben. Seit den 1980er Jahren sind mit der Zunahme des Tourismus eine große Anzahl von Lodges entstanden. Der Ort ist ein Zwischenstopp für Trekkingtouristen und Bergsteiger auf dem Mount Everest Trek oder auf dem Weg zum Island Peak.
Zwischen Dingboche und Lobuche liegt ein „Friedhof“ für alle Todesopfer der Besteigungen des Mount Everest. Jedem Toten ist mit einem sogenannten Steinmann, einem Stapel aufgetürmter Steine, die letzte Ehre erwiesen.